# Elaine Princi
Elaine Princi (Chambersburg, 14 dicembre 1946) è un'attrice statunitense. Lavora prevalentemente in ambito delle soap opera.

## Biografia
Elaine Princi è nata il 14 dicembre 1946 a Chambersburg da suo padre Carl Princi, anch'egli attore.

### Carriera
Nel 1977 Princi appare nella soap opera Il tempo della nostra vita nel ruolo della dottoressa Kate Winograd restando nella soap fino al 1978. Riprende il ruolo di Kate per un breve periodo nel 1979. Nel 1981 entra a far parte della soap opera Così gira il mondo nel ruolo di Miranda Marlowe restando fino al 1983. Nel 1984 Princi torna nella soap opera Il tempo della nostra vita ma questa volta interpretando il ruolo di Linda Patterson prendendo il posto di Margaret Mason. Lascia il ruolo nel 1985. Nel 1987 appare nella soap opera La valle dei pini nel breve ruolo di Eva. Nel 1990 Princi interpreta il ruolo della dottoressa Dorian Lord nella soap opera Una vita da vivere fino al 1993.

## Filmografia

### Televisione
- Il fantastico mondo di Mr. Monroe (My World and Welcome to It) – serie TV, episodio 1x07 (1969)
- Quella strana ragazza (That Girl) – serie TV, episodio 4x11 (1969)
- The New People – serie TV, episodi 1x04-1x11 (1969)
- Cannon – serie TV, episodi 1x02-3x12 (1971-1973)
- Arcibaldo (All in the Family) – serie TV, episodio 6x16 (1976)
- Provaci ancora Lenny (Busting Loose) – serie TV, episodio 1x08 (1977)
- Un uomo senza speranza (A Sensitive, Passionate Man), regia di John Newland – film TV (1977)
- Lou Grant – serie TV, episodio 1x07 (1977)
- Agenzia Rockford (The Rockford Files) – serie TV, episodio 4x15 (1978)
- Barnaby Jones – serie TV, episodio 6x17 (1978)
- The Next Step Beyond – serie TV, episodio 1x15 (1978)
- Sola per sempre (The Suicide's Wife), regia di John Newland – film TV (1979)
- Stone – serie TV, episodio 1x02 (1980)
- Così gira il mondo (As the World Turns) – serial TV, 7 episodi (1981-1983)
- Il tempo della nostra vita (Days of Our Lives) – serial TV, 136 episodi (1977-1985)
- Superior Court – serie TV, episodio 1x58 (1986)
- General Hospital – serial TV, 1 episodio (1987)
- La valle dei pini (All My Children) – serial TV, 2 episodi (1987-1990)
- Una vita da vivere (One Life to Live) – serial TV, 76 episodi (1990-1993)
- Destini (Another World) – serial TV, 13 episodi (1997-1998)
- Pamela Churchill - Una vita tra uomini e politica (Life of the Party: The Pamela Harriman Story), regia di Waris Hussein – film TV (1998)
- Malibu, CA – serie TV, episodio 1x09 (1998)
- Beverly Hills, 90210 – serie TV, episodio 9x19 (1999)